# Lo Serrat (el Meüll)
Lo Serrat és una petita serra del municipi de Castell de Mur situada a l'antic terme de Mur.
Està situat al sud del Meüll, a les valls per on davallen els barrancs que van a formar el barranc de la Mulla, a llevant del Corral de la Plana i a l'esquerra del barranc de la Plana.